# Imre Rufi
Imre Rufi (Kneževo, Baranja, Hrvatska, 4. kolovoza 1938. – Budimpešta, 1. ožujka 1990.), mađarski kemičar. 
U rodnom Kneževu proveo je djetinstvo i završio 4 razreda osnovne škole. Školovanje je nastavio u Mohaču. Maturirao je 1957. u gimnaziji "Kisfaludy Károly". Iste je godine upisao kemiju na budimpeštanskom prirodoslovnom fakultetu ELTE (Eötvös Loránd Tudományegyetem), gdje je i diplomirao 1962. godine.
Akademske godine 1962/63. zaposlio se kao znanstveni asistent u budimpeštanskom Institutu za tehničko-kemijske znanosti, a od 1963. postaje sveučilišni asistent na ELTE-u. Svoj je znanstveno-istraživački rad i djelovanje usavršavao pod vodstvom mentora Kálmána Burgera, svjetski poznatog i priznatog znanstvenika, radeći na problematici kompleksne kemije.
Od 1965. godine intenzivno je istraživao elektromagnetske reakcije i njihova djelovanja. Neki su ga zbog toga, ali i njegovog rodnog kraja, zvali baranjski Tesla. Radove je objavljivao u mađarskim i inozemnim časopisima i zbornicima.

## Vanjske poveznice
- Rufi Imre (na mađarskom)
- Rufi Imre (na mađarskom)